# Thaicom
Thaicom é uma série de satélites de comunicação operados pela Thaicom Public Company Limited da Tailândia, que é a empresa que possui e opera a frota de satélites Thaicom e outras empresas de telecomunicações na Tailândia e em toda a Ásia-Pacífico.
O nome oficial do projeto do satélite conhecido como THAICOM foi nomeado por Sua Majestade o Rei Bhumibol Adulyadej, como um símbolo da ligação entre a Tailândia e modernas tecnologias de comunicação.

## Histórico de lançamento
Esta é uma lista de satélites Thaicom (ambos lançados e planejados).
| Satélite           | Fabricante                              | Data de Lançamento (UTC) | Veículo lançador     | Local do lançamento   | Contratante | Longitude    | Estado                                              | Referências |
| Thaicom 1          | Hughes Space Aircraft                   | 18 de dezembro de 1993   | Ariane 4 (44L)       | Kourou ELA-2          | Arianespace | 120° Leste   | Inativo                                             |             |
| Thaicom 2          |                                         | 8 de outubro de 1994     | Ariane 4 (44L)       | Kourou ELA-2          | Arianespace | 78.5° Leste  | Inativo                                             |             |
| Thaicom 3          | Aérospatiale, agora Thales Alenia Space | 16 de abril de 1997      | Ariane 4 (44LP)      | Kourou ELA-2          | Arianespace | 78,5° Leste  | Inativo (Retirado da órbita em 2 de outubro de 2006 |             |
| Thaicom 4 (IPSTAR) | Space Systems/Loral, EUA                | 11 de agosto de 2005     | Ariane 5 EGS         | Kourou ELA-3          | Arianespace | 119.5° Leste | Ativo                                               | [ 1 ]       |
| Thaicom 5          | Alcatel Alenia Space, França            | 27 de maio de 2006       | Ariane 5 ECA         | Kourou ELA-3          | Arianespace | 78.5° Leste  | Ativo                                               | [ 2 ]       |
| Thaicom 6          | Orbital Sciences Corporation            | 6 de janeiro de 2014     | Falcon 9 v1.1        | Cabo Canaveral SLC-40 | SpaceX      | 78.5° Leste  | Ativo                                               | [ 3 ]       |
| Thaicom 6A         | Space Systems/Loral, EUA                | 25 de novembro de 2011   | Proton-M/Briz-M      | Baikonur TB LC-200/39 |             | 105,5° Leste | Ativo                                               | [ 4 ]       |
| Thaicom 7          | Space Systems/Loral, EUA                | 7 de setembro de 2014    | Falcon 9 v1.1        | Cabo Canaveral SLC-40 | SpaceX      | 120° Leste   | Ativo                                               | [ 5 ]       |
| Thaicom 8          | Orbital ATK                             | 27 de maio de 2016       | Falcon 9 Full Thrust | Cabo Canaveral SLC-40 | SpaceX      | 78,5° Leste  | Ativo                                               | [ 6 ]       |